# Cosimo Zappelli
Pas d'image ? Cliquez ici
Cosimo Zappelli est un alpiniste italien, né à Viareggio en Toscane le 23 février 1934 et mort le 8 septembre 1990 dans le massif du Mont-Blanc.

## Biographie
Cosimo Zappelli naît le 23 février 1934 à Viareggio en Toscane.
D'abord infirmier de profession, Cosimo Zappelli commence à grimper en Toscane dans les alpes apuanes. Il s'installe en 1961 à Courmayeur où il pratique l'alpinisme de façon amateur et rencontre Walter Bonatti dont il devient le compagnon de cordée. Ensemble, ils réalisent plusieurs premières ascensions de grande importance. 
En 1964, Cosimo Zappelli obtient son diplôme de guide de haute montagne puis il ouvre plusieurs itinéraires dans le massif du Mont-Blanc, notamment en compagnie de Giorgio Bertone. Cosimo Zappelli a été président de la compagnie des guides de Courmayeur. Il a un fils, Marco, qui deviendra également guide de haute montagne. 
Cosimo Zappelli meurt le 8 septembre 1990 à la pointe Gamba de l'aiguille Noire de Peuterey, dans le massif du Mont-Blanc.

## Principales ascensions
- hiver 1960-1961 : première ascension hivernale de la face nord[réf. souhaitée] du pic de Saette (it) (Alpes apuanes)[1]
- 1962 : avec Walter Bonatti, face nord du Grand Pilier d'Angle au mont Blanc (22 et 23 juin)[3]
- 1963 : avec Walter Bonatti, première ascension hivernale de l'éperon Walker dans la face nord des Grandes Jorasses (du 25 au 30 janvier)[4]
- 1963 : avec Walter Bonatti, première ascension de l'éperon et de la paroi Est de la pointe de l'Innominata au mont Blanc (25 et 26 août)[1]
- 1963 : avec Walter Bonatti, première ascension de la paroi sud-ouest du Trident du Tacul (mont Blanc du Tacul)[1]
- 1963 : avec Walter Bonatti, face est du Grand Pilier d'Angle au mont Blanc (11 et 12 octobre)[3]
- 1964 : première hivernale de la face nord de la dent du Géant[2]
- 1964 : première de l'éperon est du mont Maudit[2]
- 1964 : avec Giorgio Bertone, première ascension de l'éperon Est-Nord-Est de la Pointe d'Androsace (mont Maudit) (2 et 3 septembre)[1]
- 1965 : avec Giorgio Bertone, première répétition de la voie Terray de l'éperon Est-Nord-Est de la pointe Adolphe Rey (28 juillet)[1]
- 1966 : avec Giorgio Bertone, première ascension directe de la face Est de l'aiguille de la Brenva (9 septembre)[1]
- 1967 : avec Giorgio Bertone, première ascension de l'éperon sud-est direct de l'aiguille Croux dans le massif du Mont-Blanc (du 11 au 13 juin)[2],[1]
- 1973 : première ascension hivernale de l'arête du Tronchey aux Grandes Jorasses[2]
- 1973 : avec Lorenzino Cosson, Réné Salluard et Luigino Henry, première ascension intégrale de l'arête du Brouillard au mont Blanc[2],[1]
- 1977 : avec Mario Mochet, Adriano Jordaney et Réné Salluard, première ascension hivernale de la paroi Sud-Est et de l'arête Sud (voie Ottoz) de l'aiguille Croux (21 et 22 décembre 1977)[1]
- 1984 : avec Mario Mochet et Marco Zappelli, première ascension hivernale de l'arête Nord de l'aiguille de la Brenva (voie Ottoz-Thomasset) (8 mars 1984)[1]

## LIens externes
- Notices d'autorité :   - VIAF
  - ISNI
  - GND
  - Italie
  - Pologne
  - NUKAT